# Gabriel Aglio
Gabriel Aglio, natural de Niterói,  23 de março de 1993 é um atleta de Slackline brasileiro e oitavo no ranking WSFed. Aglio conquistou diversos títulos nacionais e internacionais. Deixou seus estudos de engenharia na Universidade Federal Fluminense para dedicar-se ao Slackline.  Campeão brasileiro em 2011 na Adventures Sport Fair  em São Paulo.

## Biografia
Gabriel Aglio nasceu em Niterói, Rio de Janeiro, em 1993. A forte cultura de esportes, montanhas e praias de sua cidade fez com o que o atleta crescesse desenvolvendo um grande fascínio pela vida saudável e equilibrada.
No ano de 2010, quando obteve seu primeiro contato com o Slackline, Gabriel notou que conseguiria reunir seus gostos, preferências e ideologias em apenas uma atividade, a difícil tarefa de se equilibrar na fita só poderia ser alcançada com corpo e mente em harmonia.
Rapidamente Gabriel percebeu que o esporte não seria apenas um "hobby" em sua vida e passou a se dedicar integralmente aos treinos e estudos. Reflexo disso, em 2011 foi campeão da 1° Copa Nacional de Slackline e, desde então, não parou de colecionar títulos.
Além de participar constantemente de competições, o atleta trabalha ativamente na divulgação do esporte através de fóruns, seminários e viagens pelo brasil e pelo mundo.

## TV
Em 2019, integrou o elenco principal da quarta temporada de De Férias com o Ex Brasil. Em 2021 ingressou na Rio Shore.